# Nord-Norge
Nord-Norge (dt. Nordnorwegen) ist der nördlichste Landesteil Norwegens, gelegen an Europäischem Nordmeer und der Barentssee. Mit 112.973 km² macht er rund 35 Prozent des Hauptlandes aus, stellt mit 484.546 Einwohnern (2017) aber nur neun Prozent der Bevölkerung.

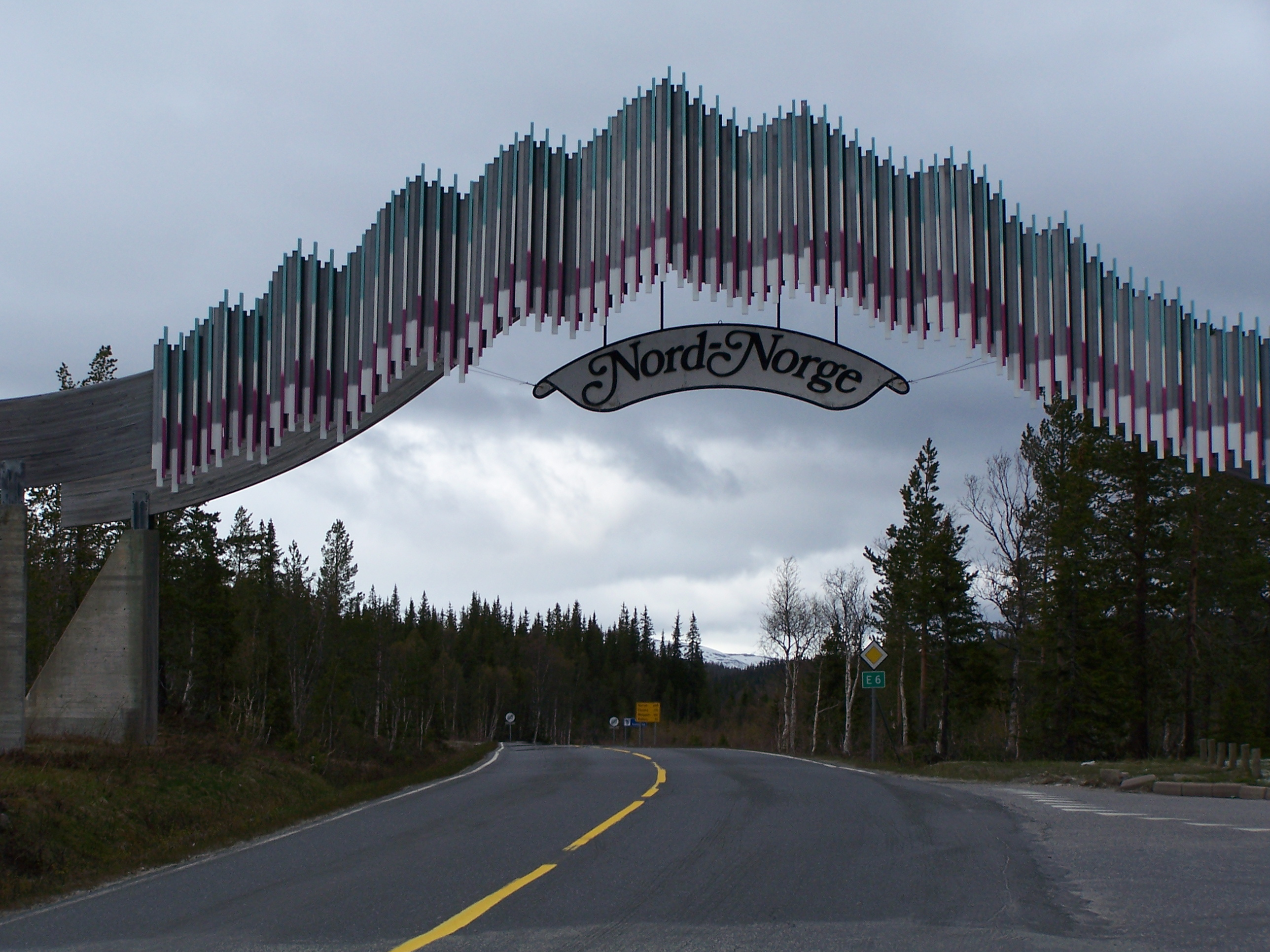
Zufahrt nach „Nord-Norge“ auf der E 6 südlich von Majavatn.

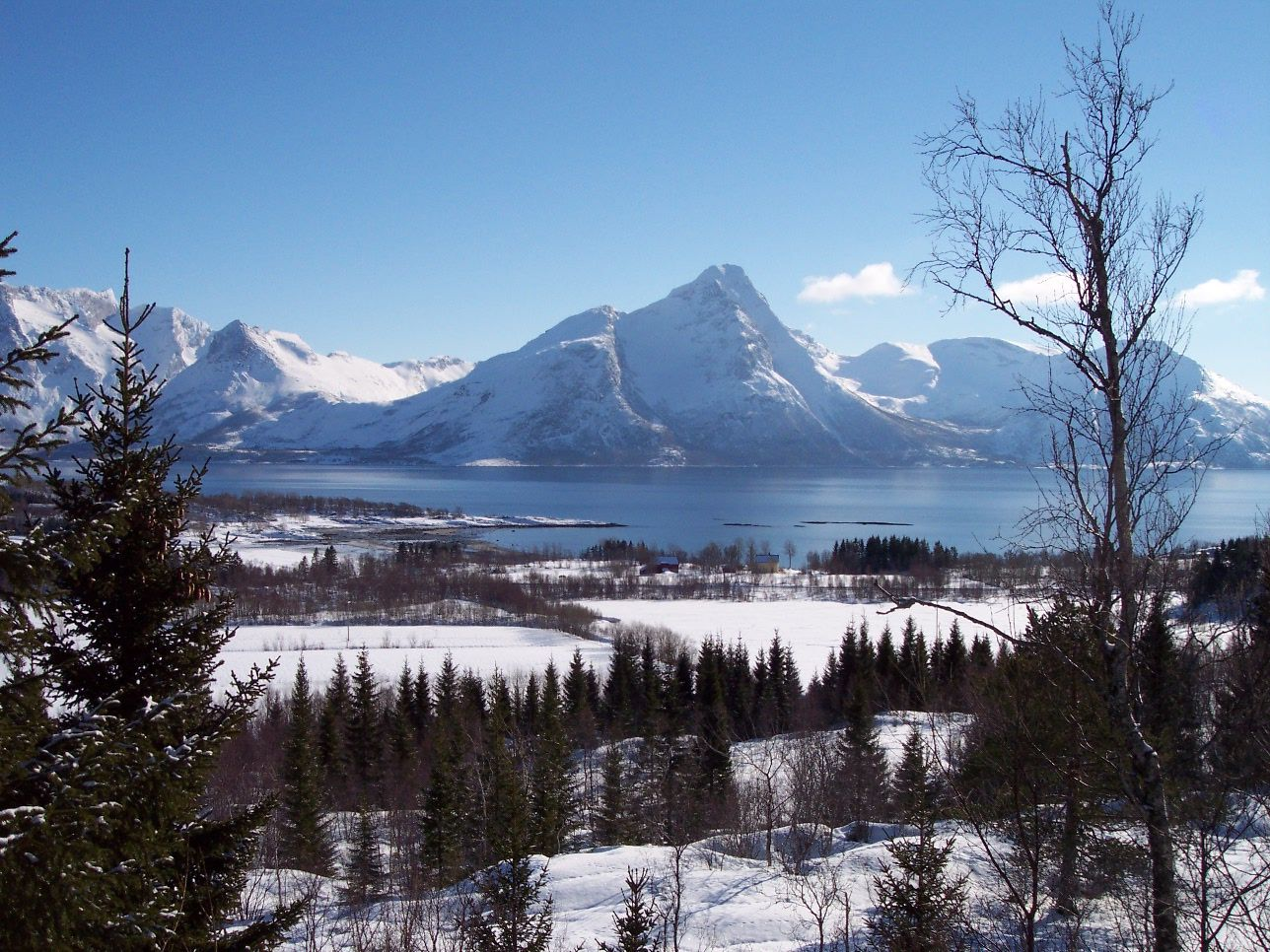
Landschaftspanorama in Steigen, Nordland.

Nord-Norge setzt sich aus den Provinzen (Fylke) Nordland, Troms und Finnmark zusammen. Um Absprachen zwischen den dreien zu erleichtern und gemeinsame Interessen zu vertreten, gibt es den Kooperationsausschuss Nordnorsk råd. Die größten Städte sind (von Süden nach Norden): Mosjøen, Mo i Rana, Bodø, Narvik, Harstad, Tromsø, Alta und Hammerfest.
In Nord-Norge befinden sich der Svartisen-Gletscher, die Inselgruppen der Lofoten und Vesterålen. Mit der Halbinsel Nordkinn ist das nördliche Ende von Europas Festland in Nord-Norge zu finden. Bekannt ist die Region außerdem durch ihre Mitternachtssonne und die Nordlichter.
Nordnorwegen gehört zum Siedlungsgebiet der Samen. Das Parlament der norwegischen Samen, Sametinget, tagt in Karasjok.

## Kulturinstitutionen
Für das Einzugsgebiet Nord-Norwegen ist eine Reihe kultureller Einrichtungen entstanden:
- Nordnorsk Jazzsenter, Bodø
- Nordnorsk Kunstmuseum, Tromsø
- Nordnorsk Kunstnersenter, Svolvær
- Nordnorsk Musikkonservatorium, Tromsø
- Nordnorsk Opera og Symfoniorkester, Bodø/Tromsø
- Nordnorsk vitensenter, Tromsø
- „Nordnorsken“, Wanderausstellungen der Bodø Kunstforening seit 1946

## Personen aus Nord-Norge
- Knut Hamsun (1859–1952) – Nobelpreisträger für Literatur, aufgewachsen in Hamarøy
- Röyksopp – Elektronik-Band aus Tromsø
- Lene Marlin (* 1980) – Sängerin und Songschreiberin aus Tromsø
- Mari Boine (* 1956) – Saami-Musikerin aus Karasjok
- Kari Bremnes (* 1956) – Sängerin und Liedermacherin aus Svolvær
- Geir Lundestad (1945–2023) – Direktor des Nobel-Institutes und Professor für Geschichte an der Universität Oslo aus Bodø
- Marcus & Martinus (* 2002) –  Popduo aus Trofors